# That's Life (노래)
〈That's Life〉는 딘 케이와 켈리 고든 작곡의 대중가요다. 마리온 몽고메리가 초녹음하고, 그 후에 가서 프랭크 시나트라가 녹음해 1966년 동명의 앨범에 취입하는데, 이 버전이 가장 유명하다. 시나트라가 이 곡을 부를 때 참고한 버전은 O.C. 스미스가 부른 녹음이다. 시나트라 버전은 굉장히 성공해 빌보드 핫 100 싱글 차트 4위까지 올라간다. 본 버전의 인기에 편승하여 아레사 프랭클린, 제임스 부커, 셜리 배시, 제임스 브라운, 밴 모이슨, 데이비드 리 루스, 마이클 볼턴, 마이클 부블레, 루셀 왓슨, 딘 마틴, 홀트 매캘러니 등이 꼬리를 물고 녹음했다. 시나트라 버전은 1993년 영화 《브롱스 이야기》 2019년 영화 《조커》 그리고 2004년 비디오게임 《토니 호크의 언더그라운드 2》에 사운드트랙으로 써졌다. 2002년 영화 《더블 다운》은 보노가 부른 버전을 썼다.

## 내력

### 몽고메리의 녹음
페기 리의 천거를 입어 캐피틀 레코드에 마리온 몽고메리는 계약한다. 1964년 이 사에서 딘 케이와 켈리 고든이 작곡한 〈That's Life〉를 녹음하여 같은 해 발표하지만, 성적은 그저 그랬다.

### 시나트라의 녹음
1965년 프랭크 시나트라는 O.C. 스미스가 부른 버전을 우연찮게 차에서 듣고 이에 이끌린다. 시나트라는 차를 세우고 딸 낸시에게 전화하여, 본 곡의 출반사가 어딘지 알려오라 시켰다. 낸시는 그렇게 했다.
시나트라는 이 곡을 1966년 특집방송 《어 맨 앤 히즈 뮤직 - 파트 II》에서 처음 연예한다. 여기서는 넬슨 리들이 편곡한 버전을 불렀다. 녹음은 바로 이 특집방송 이후에 이루어진 것으로, 편곡은 어니 프리먼이 하고 아울러 지휘했다. 프로듀싱은 지미 보웬 몫이었다. 어니, 지미, 시나트라 삼인은 1966년 초 〈Strangers in the Night〉을 녹음할 때부터 손잡고 일했었다.
백 싱어의 구성은 계약직 가수 B. J. 베이커, 보컬 그룹 더 블로섬즈의 멤버 그웬 존슨과 재키 워드였다. 또한 글렌 캠벨 및 레킹 크루의 기다인(幾多人)을 포함한 총 40인의 음악인들이 불러들여져 왔다. 시나트라는 2회에 걸쳐 녹음을 진행했다. 첫 테이크에서 시나트라는 곡을 "Oh yeah"를 불러 마무리했는데, 보웬이 다시 녹음해 줄 것을 주문했고, 이에 녹음에 원 테이크를 고지하던 시나트라는 골을 받았다. 그 결과 보웬은 자기가 바라던 뜨끔한 구음을 담을 수 있었다. 이 테이크에서는 마지막에 "My, My"를 불러 항의의 표를 삼았다. 본 녹음에서 들리는 해먼드 오르간 솔로는 마이크 멜보인의 주악이라 한다.
정규앨범의 나머지 곡들도 보웬의 음악관을 잘 반영하고 있는지라 전 수록곡의 악풍이 비슷비슷하다. 정규앨범 《Strangers in the Night》의 제작 당시 보웬은 싱글 〈Strangers in the Night〉가 다른 수록곡, 즉 이전같은 전형적인 시나트라의 악풍을 담은 곡과 견주어 격절이 있다고 생각했다. 이를 반영해, 이번 정규앨범 《That's Life》에서는 전곡에 베이스 반주를 넣어 통일감을 주고자 했다.
앨범과 싱글 모두 시나트라에게 큰 성공이었다. 싱글은 빌보드 핫 100에서 4위를 올랐으며, 이지 리스닝 차트에서는 3주 1위였다. 캐나다에서는 3위.
1993년 영화 《브롱스 이야기》에서 역시 시나트라의 곡인 〈Same Old Song and Dance〉와 더불어 써진다. 2004년 비디오게임 《토니 호크의 언더그라운드 2》에도 등장한다. 1988년 영화 《운전면허》, 2019년 영화 《조커》에서도 써졌다.